# ابن نبیه
ابوالحسن علی بن محمد مصری شهرت یافته به ابن نَبیه و لقب‌گرفته به کمال‌الدین (۱۱۶۵ - ۱۲۲۲) (نسب: علی بن محمد بن یوسف بن نبیه) شاعر مدح‌سرای مصری بود. دیوان او سه بخش شده: خَلیفیّات، در مدح خلیفه ناصر عباسی؛ عادلیّات، در مدح ملک عادل ایّوبی؛ اشرفیّات در مدح ملک اشرف موسی.    